# Strada europea E373
La strada europea E373 è una strada di classe B, lunga 311 km, il cui percorso si trova in territorio polacco e ucraino; dalla designazione con l'ultimo numero dispari si può evincere che il suo sviluppo è in direzione nord-sud.
Al momento della sua istituzione collegava la città di Lublino (dipartendosi dalla E372), in Polonia, con Rivne, in Ucraina passando per Kovel'. Il percorso è stato, in seguito modificato e allungato fino a Kiev attraverso l'autostrada M07 e raggiunge una lunghezza di circa 600 km.